# 小杉山智早
小杉山 智早（こすぎやま ちはや、1996年 - ）は、日本の口笛演奏家。大阪府豊中市出身。

## 人物
2歳の時、祖父の影響で口笛を始める。わずか二日で口笛が吹けるようになった。
いつか自分で口笛のための楽曲を作って、CDデビューしたいという夢がある。
幼稚園年少頃に行儀が悪いと言われ、一時口笛をやめていた時期がある。
愛称は「ちっちー」「できすぎくん」「こっすー」など。
口笛以外に楽器は、小学校4年生からウクレレを、中学校1年生からはギターを始めている。
ベレー帽が好きで普段からかぶっており、また通っている中学校の制服もベレー帽である。

## 略歴
- 2005年10月10日 - 「第1回全日本口笛音楽コンクール」（大阪府大東市）予選大会[3]出場
- 2007年4月 - 「第34回国際口笛大会」（IWC2007: INTERNATIONAL WHISTLERS CONVENTION 2007、アメリカ・ノースカロライナ州ルイスバーグ）のチャイルド女子の部に出場し、総合優勝
- 2007年11月17日 - 日本口笛奏者連盟[4]理事会において加盟奏者認定
- 2007年12月12日 - マロニエ賞[5]受賞。表彰式ではシューベルトの「鱒」を口笛演奏[6]。
- 2008年7月21日 - 「第35回国際口笛大会」（IWC2008、茨城県牛久市[7]）・チャイルド部門に出場（7月19日）。総合・クラシック・ポピュラーの3カテゴリで優勝（2年連続二度目の総合優勝）[8]
- 2008年12月16日 - マロニエ賞、2年連続二度目の受賞[9]
- 2009年3月 - 雲雀丘学園小学校を卒業

## 出演情報

### テレビ
- うたばん（TBS系列）
- 学校へ行こう!MAX（TBS系列）
- ポケモン☆サンデー（テレビ東京系列）
- 未来観測 つながるテレビ@ヒューマン 小5世界一の口笛ダンス（2007年5月20日 NHK）
- ヒミツのちからんど 「キミも人間太鼓箱になろう!」（2008年5月24日 NHK）
- ザ!世界仰天ニュース（2008年7月30日 日本テレビ系列）
- 世界を変える100人の日本人! JAPAN☆ALLSTARS（2010年7月16日 テレビ東京）
- 世界まる見え!テレビ特捜部（2010年11月1日 日本テレビ系列）[10]

### 演奏
- 2009年4月: 香川県善通寺市の東中学校入学式において口笛演奏[11]